# トビアス・シュミット
トビアス・シュミット（Tobias Schmidt、1768年 - 1821年）は、ギロチンの製造を行った職人。フランスパリ在住のドイツ人で本業はチェンバロ製造職人であり、音楽家でもあった。

## 生涯
死刑執行人のシャルル＝アンリ・サンソンとは音楽仲間として親しかったことからギロチンの試作を請け負ったことが始まりとなってギロチンの製造業者となる。試作ギロチンを一週間で完成させたと言われている。
1793年6月13日にギロチンを各県に1台ずつ配置することが政令で決定され、83台ものギロチンの一括注文を受けてしまうが、当時のシュミット工房にはそれだけの半工業的注文に応えられるだけの設備を備えていなかった。そのため、品質の劣るギロチンを出荷することになり、地方の死刑執行でギロチンの刃が途中で止まり、どうしても落ちないというトラブルが起こった。このことが問題となり建築家によって原因調査が行われ、改良が行われた。
当時は巨額な公共機材調達市場の一部であったギロチンの製造独占権を巡り、利権争いの結果、ノエル・クレランという人物がシュミットから独占権を奪う寸前までに至ったが、シュミットは独占権を維持し続けた。
シュミット工房は2008年現在も存続しており、ギロチンや拷問道具などの特殊インテリアの受注生産を行っている。フランス革命200周年記念式典でギロチンの実演を行った処刑人サンソンの子孫と称する人物はシュミット工房の人間である。ギロチンは諸外国へも輸出され、シュミット工房が製造したギロチンで実際に死刑執行に使用された最後の製品は1918年にベルギー政府に納入された物であり、一回だけ使用されている。